# توماس ساملوو
توئوماس سامِّلووئو (انگلیسی: Tuomas Sammelvuo؛ زادهٔ ۱۶ فوریهٔ ۱۹۷۶) بازیکن سابق و سرمربی فعلی تیم ملی والیبال کانادا است.

## تیم ملی
او در سال ۱۹۹۷ کاپیتان تیم ملی والیبال مردان فنلاند شد. او بیش از ۲۱۰ بازی در تیم ملی انجام داده‌است. در تاریخ والیبال فنلاند فقط کاری کالین بیشتر از توواس در تیم ملی بازی کرده‌است.
سامّلووئو انگلیسی، ایتالیایی، ژاپنی و روسی را می‌تواند صحبت می‌کند.